# Pyrus turcomanica
Pyrus turcomanica är en rosväxtart som beskrevs av Maleev. Pyrus turcomanica ingår i släktet päronsläktet, och familjen rosväxter. Inga underarter finns listade i Catalogue of Life.